# WWE SmackDown! Here Comes the Pain
 (octobre 2019).
Si vous disposez d'ouvrages ou d'articles de référence ou si vous connaissez des sites web de qualité traitant du thème abordé ici, merci de compléter l'article en donnant les références utiles à sa vérifiabilité et en les liant à la section « Notes et références ».
WWE SmackDown! Here Comes the Pain (intitulé Exciting Pro Wrestling 5 au Japon) est un jeu vidéo de catch commercialisé sur console PlayStation 2 par THQ et Yuke's, paru le 27 octobre 2003 en Amérique du Nord, le 27 novembre 2003 en Europe et le 29 janvier 2004 au Japon. Il succède à WWE SmackDown! Shut Your Mouth et fait partie de la série de jeux vidéo WWE SmackDown vs. Raw basée sur l'émission de télévision hebdomadaire éponyme. C'est le tout dernier jeu vidéo à avoir été commercialisé sous le titre unique de Smackdown!.

## Système de jeu
Le jeu introduit un nouveau système de prises à 2 temps, qui demande d'abord au joueur d'attraper son adversaire, puis d'effectuer une des 16 prises frontales disponibles à partir de cette position. Cela rend le jeu plus réaliste, en rendant plus dure et plus complexe la réalisation des prises, ce qui améliore la sensation de récompense. Un nouveau système de dommages corporels prend en compte l'endroit précis du corps où le joueur cible ses attaques. Pour la première fois dans la série, les dégâts liés aux bras sont donc différenciés des dégâts liés à la tête, aux jambes et au torse. Le rope break fait également partie des nouvelles fonctionnalités. Il permet au joueur de briser une prise de soumission subie en se traînant jusque dans les cordes du ring. Enfin, la gestion du poids prend un impact sur le gameplay dans la mesure où soulever un adversaire plus lourd que soi de 2 catégories de poids devient impossible.

## Types de matches
Deux nouveaux types de matches sont offerts : Elimination Chamber, et Bra & Panties. Le type de match Hardcore est également amélioré par rapport aux années précédentes, au point où il atteint son apogée. Le joueur peut librement circuler et se battre parmi plus de 6 zones composées de coulisses et d'environnements extérieurs.